# Winston Murray
Winston Shripal Murray (31 de enero de 1941 – 22 de noviembre de 2010) fue un político guyanés y se convirtió en Vice primer ministro de Guyana de 1985 a 1992. Fue miembro del partido Congreso Nacional del Pueblo, sirviendo como su ministro de finanzas en la sombra en el momento de su muerte.